# Fucha (film 1982)
Fucha (ang. Moonlighting) – brytyjski dramat filmowy z 1982 roku w reżyserii Jerzego Skolimowskiego.
Oprócz Ironsa pozostali aktorzy, odtwarzający główne role, byli naturszczykami, a Eugeniusz Haczkiewicz na swojej skórze doświadczył przeżyć Polaka, którego 13 grudnia zastał za granicami kraju.
Film kręcono w prywatnym domu Skolimowskiego w dzielnicy Kensington.

## Obsada
- Jeremy Irons – Nowak
- Eugene Lipinski – Banaszak
- Jirí Stanislav – Wolski
- Eugeniusz Haczkiewicz – Kudaj
- Denis Holmes – sąsiad
- Renu Setna – właścicielka sklepu
- David Calder – menedżer supermarketu
- Michael Sarne – sprzedawca
- Jenny Seagrove – Anna

## Opis fabuły
Koniec 1981 r. Czterech polskich robotników przybywa do Londynu by, pracując nielegalnie, wyremontować dom i zarobić na życie w kraju. Tylko jeden z nich zna język angielski. Pozostali praktycznie nie kontaktują się ze światem zewnętrznym. Gdy w Polsce ogłoszony zostaje stan wojenny, tylko on się o tym dowiaduje. Decyduje się nie informować o niczym kolegów, aby nie przerwali pracy. Z czasem brzemię zatajonej wiedzy zaczyna mu coraz bardziej ciążyć. Po skończonej pracy, w styczniu 1982 r. na lotnisku przekazuje kolegom fatalną wiadomość.

## Nagrody
Film startował w konkursie głównym na 35. MFF w Cannes, gdzie otrzymał nagrodę za najlepszy scenariusz.